# Thabazimbi (gmina)
Thabazimbi – gmina w Republice Południowej Afryki, w prowincji Limpopo, w dystrykcie Waterberg. Siedzibą administracyjną gminy jest Thabazimbi.